# No Use for a Name
No Use for a Name (občas zkracováno na NUFAN nebo No Use) je americká hudební skupina. Vznikla v roce 1987, kdy ji založili Chris Dodge (kytara), Steve Papoutsis (baskytara), Rory Koff (bicí) a John Meyer (zpěv). Od roku 1989 až do své smrti v roce 2012 ve skupině zpíval Tony Sly.

## Členové
Současná sestava
- Matt Riddle – baskytara, doprovodný zpěv (1996–dosud)
- Chris Rest – sólová kytara (2009–dosud)
- Boz Rivera – bicí, perkuse (2011–dosud)

Dřívější členové
- John Meyer – zpěv (1987–1989)
- Tony Sly – zpěv, rytmická kytara (1989–2012)
- Doug Judd – sólová kytara (1987–1989)
- Chris Dodge – rytmická kytara (1987–1989, 1990–1993)
- Robin Pfefer – sólová kytara (1993)
- Ed Gregor – sólová kytara (1993–1995)
- Chris Shiflett – sólová kytara (1995–1999)
- Dave Nassie – sólová kytara (1999–2009)
- Steve Papoutsis – baskytara (1987–1995)
- Rory Koff – bicí, perkuse (1987–2011)

## Diskografie
Studiová alba
- Incognito (1990)
- Don't Miss the Train (1992)
- ¡Leche con Carne! (1995)
- Making Friends (1997)
- More Betterness! (1999)
- Hard Rock Bottom (2002)
- Keep Them Confused (2005)
- The Feel Good Record of the Year (2008)